# 오구시 쇼헤이
오구시 쇼헤이(일본어: 大串 昇平, 2002년 9월 21일~)는 일본의 축구 선수이다.

## 구단 경력
그는 2019까지 J3리그의 감바 오사카 U-23에서 뛰었다. 2021년부터 2024년까지 교토 산업대학에서 활동했다. 2025년 J3리그의 FC 기후로 이적했다.